# Pascal Lissouba
Pascal Lissouba (15 tháng 11 năm 1931 - 24 tháng 8 năm 2020) là Tổng thống đầu tiên được bầu một cách dân chủ của Cộng hòa Congo và phục vụ từ ngày 31 tháng 8 năm 1992 đến ngày 25 tháng 10 năm 1997. Ông bị lật đổ bởi Tổng thống đương nhiệm Denis Sassou Nguesso trong cuộc nội chiến năm 1997.